# Razón y Fe
«Ро́зум і ві́ра» (ісп. Razón y Fe) — іспанський науково-культурний журнал Товариства Ісуса. Публікується з 1901 року в Мадриді. Один із найстаріших періодичних ́видань країни. Виходив за всіх політичних режимів, навіть за часів вигнання єзуїтів республіканцями та громадянської війни. Головна мета видання — налагодження діалогу з християнською вірою, наукою та різними проявами культури. Зазвичай, щорічно випускається до 10 номерів. Має просту структуру, містить статті науковців, духовників, громадських діячів; рецензії на книги тощо. Скорочення — RazFe.